# Oskar Dolhart
Oskar Dolhart (* 19. Mai 1907 in Gelsenkirchen; † 8. August 1982 in Holzminden) war ein deutscher Grafiker sowie Marine- und Landschaftsmaler.

## Leben
Über die Familie von Oskar Dolhart ist nur wenig bekannt: Sein Vater, Anton Dolhart, war Kriminalbeamter und die Familie musste aufgrund seiner Versetzungen wiederholt umziehen. Nach Gelsenkirchen wechselte sie zunächst nach Hannover, anschließend nach Kattowitz, wo Oskar Dolhart von 1918 bis 1922 die Oberschule besuchte. Von dort zog die Familie nach Kiel und dort schloss Oskar Dolhart 1927 mit der Primareife ab.
Oskar Dolhart absolvierte zunächst eine kaufmännische Lehre in Kiel, kam bei seiner Arbeit mit Grafik und Kunst in Berührung und studierte von 1930 bis 1933 Werbewesen und Gebrauchsgrafik an der Werkkunstschule Kiel, der Werkkunstschule Hamburg und der Kunstakademie Berlin bei Ludwig Dettmann (1865–1944).
Nach seinem Studium arbeitete Dolhart als freiberuflicher Grafiker für die Industrie und Verlage. In Kiel richtete er sich ein Atelier mit Blick auf die Kieler Förde ein, wurde für die NSDAP-Gauzeitung „Nordische Rundschau“ tätig und trat der Reichskammer der bildenden Künste bei. Um 1936 verlegte er seinen Wohnsitz nach Berlin, behielt aber seine Kieler Wohnung. In Berlin begann er für das Luftwaffenkommando See zu arbeiten, wurde 1939 Bild- und Kartenstellenleiter im Reichsluftwaffenministerium und war von 1941 bis 1943 für die Zeitschrift „Die Seeflieger der deutschen Luftwaffe“ tätig. Anschließend leistete er Kriegsdienst bei der Flakartillerie der Luftwaffe in Holland und Frankreich. 1945 kam er kurz in britische Kriegsgefangenschaft.
Nach Kriegsende kam Oskar Dolhart 1945 nach Holzminden, wo er als freier Grafiker und Maler arbeitete. Unterbrochen wurde die Zeit in Holzminden durch drei Jahre als Leiter der grafischen Abteilung der Grundig-Werke in Nürnberg von 1961–1963. Zurückgekehrt nach Holzminden lebte er dort bis zu einem Tod 1982 mit seiner dritten, 1952 geheirateten Ehefrau Eluisa lebte. Über seine erste Ehefrau ist nur das Sterbedatum 1943 bekannt, die zweite Ehe – eine Kriegsehe – hielt nicht lange.

## Schaffen und Werk
Von Oskar Dolharts Gesamtwerk sind längst nicht alle Arbeiten bekannt: Wie viele im Krieg verloren gegangen sind, lässt sich nicht mehr klären. Das früheste überlieferte Werk ist das Ölgemälde Kreuzer Königsberg von 1934. Der Blickwinkel des Betrachters auf Höhe der Wasseroberfläche lässt den Einfluss von Robert Schmidt-Hamburg erkennen, der ebenfalls diese Perspektive bevorzugte. Dessen Einfluss wird auch bei der Künstlerpostkarte Reichsmarine-Ehrenmal in Laboe an der Kieler Förde von 1936 deutlich, bei der er ein Bildmotiv Schmidt-Hamburgs zur Vorlage nahm.
Nach dem Wechsel zum Luftwaffenkommando See übernahm Dolhart 1941 die grafische Gestaltung der neuen Zeitschrift „Die Seeflieger der deutschen Luftwaffe“. Zunächst war er dort alleine tätig und die Zeit bis zu seinem Ausscheiden 1943 zählt zur produktivsten Schaffensperiode. Er malte die Titel-Illustrationen und Schlachtengemälde, zeichnete Karikaturen und alles, was grafisch in der Zeitschrift anfiel. Bis 1943 schuf er 27 Titelbilder, 18 Gemälde, 48 Feder- und Strichzeichnungen sowie 69 Illustrationen und sieben Karikaturen. Parallel zu dieser Arbeit veröffentlichte er eine Reihe farbiger Offsetdrucke zur Marine.
Das Jahr 1945 bildete einen tiefgreifenden Einschnitt. Auf der Suche nach Arbeit als Werbegrafiker in der Industrie zog er auf Empfehlung eines Kriegskameraden nach Holzminden. Gleichzeitig hörte er auf, Marinebilder oder militärische Themen zu malen und wandte sich der Landschaftsmalerei in seiner neuen Heimat zu. Es entstanden zahlreiche Öl- und vor allem vermehrt Aquarellbilder des Weserberglandes sowie der Weser. Es gibt kaum eine charakteristische Flusskrümmung, kaum einen Höhenzug, keine Stadtsilhouette, die er nicht in seinen Bildern festgehalten hat. Wiederholte Themen sind insbesondere der Blick von Holzminden nach Höxter, Holzminden mit Kiekenstein und Holzminden mit der Weserbrücke.
Neben seinem freien künstlerischen Werk arbeitete Dolhart als Buchillustrator und Werbegrafiker. Zu seinen wichtigsten Arbeiten gehört die Gestaltung des Logos der Holzmindener Duftstofffirma Haarmann & Reimer (heute Symrise AG), der in der Blüte saugende Kolibri. Außerdem gestaltete er für Schleicher & Schüll in Einbeck und die Hahnemühle in Dassel Schreibpapiere; er war für die Unternehmen Heimbs Kaffee und Grundig tätig. Zu seinen Buchillustrationen gehören die Zeichnungen zu Der große Bien von Herbert Krebs (1948) ebenso wie Titelbilder der Wildwest-Romanserie Tom Mix. Ein letztes Marinegemälde entstand doch noch 1977, auf dem er für ein Werbeplakat von Telefunken ein Gemälde mit dem Titel S-Boot zum Angriff vor Fregatte kreuzend schuf.
In den 1950er Jahren entwickelte sich in Holzminden eine rege Kunst- und Kulturszene. Rudolf Jahns und Kurt Rosner gehörten zu dem Kreis, in dem sich auch Dolhart bewegte.

## Werke (Auswahl)
- Kreuzer Königsberg, vor den Holtenauer Schleusen liegend (1934, Öl auf Spanplatte)
- Reichsmarine-Ehrenmal in Laboe an der Kieler Förde (1936, Künstlerpostkarte)
- Neutraler Dampfer erhält Kursanweisung (1941, Titelbild der Zeitschrift „Die Seeflieger der deutschen Luftwaffe“)
- Kaperung des Dampfers „Stalin“ im Finnischen Meerbusen (1942, Plakat)
- Schlachtschiffe im Hafen – Munitionsübernahme (1942, Plakat)
- Segelschulschiff im Kieler Hafen (1942, Plakat)
- Abendsonne im Hafen (1943, Öl auf Spanplatte)
- Die Weser bei Holzminden (1945, Aquarell)
- Die Weser hinter Holzminden/Polle (1946, Aquarell)
- Herbert Krebs: Der große Bien, Verlag Manz und Lange, Göttingen 1948 (Einbandzeichnung)
- Tom Mix: James Robertson, Frauen in Öl und Liebe. Wild-West-Romane Nr. 2, Volksbücherei A. H. Hupp, Goslar, 1950 (Titelbild)
- Blick vom Kiekenstein bei Stahle auf den Burgberg (undatiert, Öl auf Leinwand)
- Polle Weser (1954, Öl auf Leinwand)
- Otto Uhden: Flecken und Schloß Bevern, Oberweserbergland, hrsg. von der Gemeinde Bevern, Bevern 1968 (Einband, Schutzumschlag, Illustrationen)
- S-Boot zum Angriff vor Fregatte kreuzend (1977, Plakat)

## Ausstellungen
- 27. Oktober 2006–22. April 2007: Grafiken und Gemälde eines Holzmindener Künstlers. Gedächtnisausstellung im Museum von Schloss Fürstenberg der Porzellanmanufaktur Fürstenberg